# IC 4371
IC 4371 је спирална галаксија у сазвјежђу Ловачки пси која се налази на листи објеката дубоког неба у Индекс каталогу.
Деклинација објекта је + 33° 18' 29" а ректасцензија 14h 4m 10,9s. Привидна величина (магнитуда) објекта IC 4371 износи 14,2 а фотографска магнитуда 15,1. IC 4371 је још познат и под ознакама MCG 6-31-61, CGCG 191-45, HCG 70B, PGC 50140.